# Kult vody u Slovanů

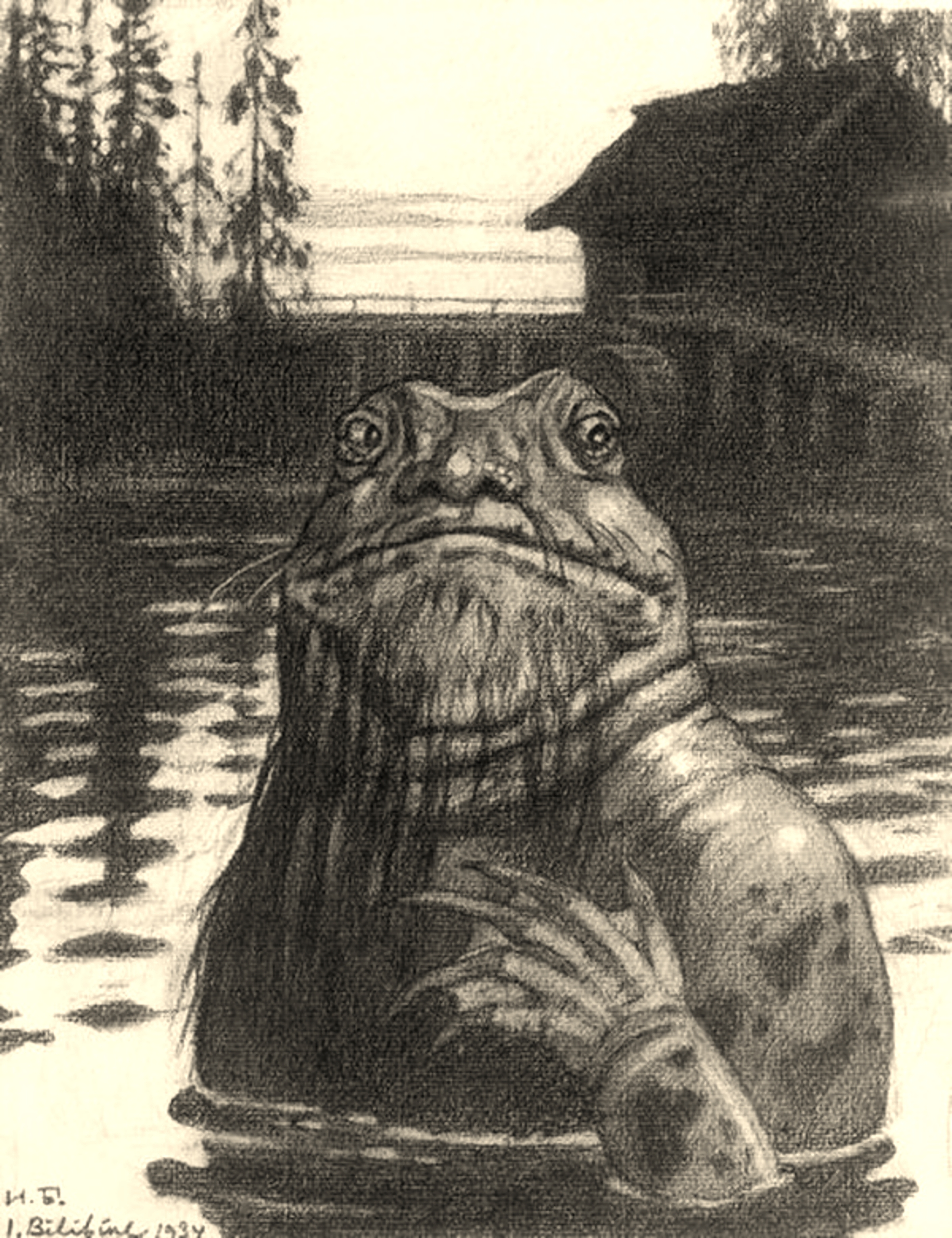
Vodjanoj, ruský vodník.

Kult vody u Slovanů se projevoval, stejně jako v jiných archaických náboženství, především posvátností řek, pramenů, jezer a moří, a vírou v různé vodní duchy. Prameny představovaly i významná místa na provádění kultu.

## Posvátná místa
Nejstarší zprávu o slovanském kultu vody podal Prokopios z Kaisareie v 6. století, který zmiňuje   slovanskou úctu k řekám a nymfám. Slovanský překlad Řehoře Naziánského uvádí že Jihoslované uctívají řeku jako bohyni.
Na počátku 11. století psal Dětmar z Merseburku o posvátných jezerech, která sloužila jako k věštění. Konkrétně se jednalo o jezero Glomač na území kmene Daleminců, které se v době hrozící války zabarvovalo do ruda, a o jezeru u ratarského Riedigostu, kde se v tomtéž případě vynořoval z vln velký kanec. Podle Herborda píšícího na počátku 12. století, se s úctou k posvátném prameni spojeného s posvátným stromem setkal Otto Bamberský. Ve 12. století zmiňuje Helmold z Bosau že kult jezer a řek byl obzvláště silný v Meklenbursku. Úcta ke studánkám se zachovala i v christianizovaných Čechách. Na počátku 11. století ji zmiňuje Kosmova kronika a ještě na počátku 12. století tento kult zakazuje Homiliář opatovický.
Ve východoslovanském prostředí připomíná úctu pramenům Pověst dávných let z 12. století a po ní četné traktáty až do 13. století. Na úctu k řekám upomíná personifikace vodních toků v ruských bylinách, jako například označení „tatíček Dněpr“ a „matička Volha“.

## Duchové
Z bohatství písemných pramenů o úctě vodě lze předpokládat že vodní duchové v slovanské lidové kultuře jsou archaického původu a existoval i jejich kult. Velkou skupiny těchto duchů tvoří ženští duchové podobní antickým nymfám či najádám, germánským nixám či keltským divonám. Lze k nim zařadit víly, rusalky, vodní panny a vodní žínky. U většiny Slovanů je také doložena víra v existenci vodníka, který na rozdíl od zmíněných ženských bytostí zpravidla vystupuje samostatně. Jihoslované, s výjimkou Slovinců vodníka neznají, v Dalmácii jsou však známi vodní lidé, napůl ryby a napůl lidé, kteří v noci přichází na břeh a osvětlujího zářivými kameny.